# کریشنا داس (خواننده)
کریشنا داس (انگلیسی: Krishna Das؛ زادهٔ ۳۱ مهٔ ۱۹۴۷) یک موسیقی‌دان اهل هند است. وی از سال ۱۹۹۴ میلادی تاکنون مشغول فعالیت بوده‌است. از او گاهی با عنوان ستاره راک یوگا نام برده شده‌است.